# Norrby kyrkskog
Norrby kyrkskog är ett naturreservat i Strängnäs kommun i Södermanlands län.
Området är naturskyddat sedan 2003 och är 41 hektar stort. Reservatet ligger vid Mälaren på sydöstra sidan av Tosterön och består av gammelskog av gran och tall, öppna marker med ekar, blandskog och strandängar